# Parafia Niepokalanego Serca Najświętszej Maryi Panny w Kobyli
Parafia pw. Niepokalanego Serca Najświętszej Marii Panny w Kobyli. Prowadzą ją księża salezjanie.
Kościół parafialny ma jedną nawę, z wieżą w części przedniej, pokrytą płaskim dachem z baniastym hełmem. Budowę świątyni rozpoczęto w 1935 roku, natomiast poświęcenia dokonano w 1940 roku.

## Proboszczowie[1]
- ks. Jan Kanty Zeman SDB ekspozyt (1958 – 1973)
- ks. Bolesław Zych SDB rektor (1973 – 1974)
- ks. Franciszek Kielar SDB rektor (1974 – 1978), proboszcz (1978 – 1981)
- ks. Franciszek Gwiżdż SDB proboszcz (1981 – 1990)
- ks. Janusz Popielski SDB proboszcz (1990 – 1995)
- ks. Bronisław Piróg SDB proboszcz (1995 – 2001)
- ks. Zbigniew Siuber SDB proboszcz (2001 – 2009)
- ks. Edward Lisowski SDB proboszcz (2009 – 2017)
- ks. Wiesław Wilkosz SDB administrator (2017 – 2018), proboszcz (2018 – nadal)

## Grupy parafialne
Na terenie parafii działa kilka grup parafialnych:
- Liturgiczna Służba Ołtarza,
- Żywy Różaniec,
- Parafialna Rada Duszpasterska.